# Сент-Хеленс (Орегон)
Сент-Хеленс (англ. St. Helens) — город в штате Орегон, США. Административный центр округа Колумбия. В 2010 году в городе проживало 12 883 человека.

## Географическое положение
По данным Бюро переписи населения США Сент-Хеленс имеет площадь 15,35 квадратных километров. Через город проходит шоссе US30. Сент-Хеленс находится на реке Колумбия в 45 км от Портленда.

## История
Сент-Хеленс был основан как речной порт на реке Колумбия в 1840-х. Первым названием города был Плимут, затем он был переименован в Сент-Хеленс по названию вулкана вблизи. В 1857 году поселение стало окружным центром. В 1883 году через поселение была проведена железная дорога. Сент-Хеленс получил статус города в 1889 году. В 1906 году в городе было построено здание окружного суда. В 1914 году Сент-Хеленс слился с ближайшим городом Хултоном, что привело к росту общего количества жителей. В XIX—XX веках город был известен производством древесины, к 2016 году большинство населения города работала в Портленде и его пригородах

## Население
| Год переписи | Нас.  |  | %±     |
| ------------ | ----- |  | ------ |
| 1880         | 209   |  | —      |
| 1890         | 220   |  | 5,3%   |
| 1900         | 258   |  | 17,3%  |
| 1910         | 743   |  | 188%   |
| 1920         | 2220  |  | 198,8% |
| 1930         | 3994  |  | 79,9%  |
| 1940         | 4304  |  | 7,8%   |
| 1950         | 4711  |  | 9,5%   |
| 1960         | 5022  |  | 6,6%   |
| 1970         | 6212  |  | 23,7%  |
| 1980         | 7064  |  | 13,7%  |
| 1990         | 7535  |  | 6,7%   |
| 2000         | 10019 |  | 33%    |
| 2010         | 12883 |  | 28,6%  |
| 2018         | 13801 |  | 7,1%   |

По данным переписи 2010 года население Сент-Хеленса составляло 12 883 человека (из них 49,8 % мужчин и 50,2 % женщин), в городе было 4847 домашних хозяйств и 3243 семьи. Расовый состав: белые — 90,3 %, коренные американцы — 1,6 % афроамериканцы — 0,6 %, азиаты — 1,3 % и представители двух и более рас — 4,5 %. 6,1 % населения города — латиноамериканцы (4,5 % мексиканцев).
Население города по возрастному диапазону по данным переписи 2010 года распределилось следующим образом: 27,6 % — жители младше 18 лет, 3,9 % — между 18 и 21 годами, 58,3 % — от 21 до 65 лет и 10,2 % — в возрасте 65 лет и старше. Средний возраст населения — 34,0 года. На каждые 100 женщин в Сент-Хеленсе приходилось 99,1 мужчин, при этом на 100 совершеннолетних женщин приходилось уже 95,1 мужчин сопоставимого возраста.
Из 4847 домашнего хозяйства 66,9 % представляли собой семьи: 46,5 % совместно проживающих супружеских пар (22,1 % с детьми младше 18 лет); 14,3 % — женщины, проживающие без мужей и 6,1 % — мужчины, проживающие без жён. 33,1 % не имели семьи. В среднем домашнее хозяйство ведут 2,59 человека, а средний размер семьи — 3,11 человека. В одиночестве проживали 26,1 % населения, 9,9 % составляли одинокие пожилые люди (старше 65 лет).

## Экономика
В 2017 году из 10 206 человека старше 16 лет имели работу 5492. При этом мужчины имели медианный доход в 52 597 долларов США в год против 36 682 долларов среднегодового дохода у женщин. В 2016 году медианный доход на семью оценивался в 56 541 $, на домашнее хозяйство — в 45 789 $. Доход на душу населения — 23 604 $ в год. 13,3 % от всего числа семей в Сент-Хеленсе и 17,8 % от всей численности населения находилось на момент переписи за чертой бедности.